# Chassey
Chassey település Franciaországban, Côte-d’Or megyében. Lakosainak száma 92 fő (2022. január 1.). Chassey Pouillenay, Saint-Euphrône, Magny-la-Ville és Marigny-le-Cahouët községekkel határos.

## Népesség
A település népességének változása:
| Lakosok száma | 109  | 88   | 114  | 97   | 90   | 90   | 88   | 87   | 92   | 92   |
|               | 1968 | 1982 | 1990 | 2006 | 2013 | 2015 | 2017 | 2019 | 2020 | 2022 |